# Aphaniosoma korneyevi
Aphaniosoma korneyevi är en tvåvingeart som beskrevs av Ebejer 2007. Aphaniosoma korneyevi ingår i släktet Aphaniosoma och familjen gulflugor. Inga underarter finns listade i Catalogue of Life.